# Leonid Nikolajewitsch Mossejew
Leonid Nikolajewitsch Mossejew (russisch Леонид Николаевич Мосеев, engl. Transkription Leonid Moseyev; * 21. Oktober 1952 im Rajon Kasli, Oblast Tscheljabinsk) ist ein ehemaliger russischer Langstreckenläufer, der für die Sowjetunion antrat und 1978 Europameister im Marathonlauf wurde. 

## Leben
Bei den Olympischen Spielen 1976 in Montreal vertrat er die Sowjetunion erstmals bei einem Großereignis. Nach 2:13:33,4 Stunden belegte er den siebten Platz mit zweieinhalb Minuten Rückstand auf den Belgier Karel Lismont auf Platz 3. 1977 gewann Mossejew im 10.000-Meter-Lauf seinen ersten sowjetischen Meistertitel. Bei der Universiade in Sofia siegte er über 10.000 Meter und belegte Platz 3 über 5000 Meter. Beim Leichtathletik-Europacup wurde er 1977 über 10.000 Meter Dritter. Am Ende des Jahres wurde er Zweiter beim Fukuoka-Marathon hinter Bill Rodgers in 2:11:57 h, gleichzeitig persönlicher Rekord und zweitschnellste Zeit des Jahres.
Im Jahr darauf nahm er nicht an den sowjetischen Meisterschaften teil, sondern konzentrierte sich ganz auf die Leichtathletik-Europameisterschaften 1978 in Prag. Zusammen mit seinem Mannschaftskameraden Nikolai Pensin hielt er sich von Beginn an in der Spitzengruppe auf. Am Mahnmal in Lidice, dem Wendepunkt der Strecke, waren zehn Läufer in Führung. Als erste im Stadion waren Mossejew und Pensin erreichten als erste das Stadion, und mit gerade einmal anderthalb Sekunden Vorsprung setzte sich Mossejew in 2:11:57,5 h durch. Dahinter kamen mit Karel Lismont und Olympiasieger Waldemar Cierpinski zwei Läufer ins Ziel, denen man den Sieg eher zugetraut hätte, und drei weitere Athleten innerhalb einer Minute. Wie 20 Jahre zuvor Sergei Popow und Iwan Filin war den sowjetischen Läufern ein Doppelsieg gelungen.
1979 wurde Mossejew zum ersten Mal sowjetischer Meister im Marathonlauf. Bei der Meisterschaft über 10.000 Meter wurde er Zweiter hinter Aleksandras Antipovas. Gewonnen wurde das Rennen allerdings vom Äthiopier Miruts Yifter, der wie die Belgier um Lismont die Gelegenheit der offen ausgetragenen sowjetischen Meisterschaft nutzte, um die Moskauer Bedingungen ein Jahr vor den Olympischen Spielen zu testen. Mossejew trat bei den Olympischen Spielen 1980 in Moskau auf der Marathondistanz an. Hinter Cierpinski und dem Niederländer Gerard Nijboer kamen auf den Plätzen 3 bis 5 drei sowjetische Läufer ins Ziel, wobei Mossejew in 2:12:14 h überraschend nur Fünfter hinter dem Kirgisen Satymkul Dschumanasarow und dem Weißrussen Uladsimir Kotau wurde. Seinen letzten sowjetischen Meistertitel gewann Mossejew 1982 auf der Marathondistanz.
Neben seiner Karriere als Bahn- und Straßenläufer war Mossejew auch im Crosslauf erfolgreich, mit der sowjetischen Mannschaft gewann er bei den Weltmeisterschaften 1977 und 1979 Bronze, 1978 wurde das Team Vierter, 1980 Fünfter. Seine beste Einzelplatzierung war Platz 7 bei den Crosslauf-Weltmeisterschaften 1980.
Der 1,80 m große Mossejew wog in seiner Wettkampfzeit 64 kg.

## Bestleistungen
- 5000 Meter: 13:34,7 min (1978)
- 10.000 Meter: 28:00,9 min (1978)
- Marathon: 2:11:57 h (1977)